# Carnotena xanthiata
Carnotena xanthiata är en fjärilsart som beskrevs av Walk 1865. Carnotena xanthiata ingår i släktet Carnotena och familjen silkesspinnare. Inga underarter finns listade i Catalogue of Life.